# Dörthe Huth
Dörthe Huth (* 26. Juni 1968 in Dortmund) ist eine deutsche Autorin.

## Leben und Wirken
Huth studierte an der Gerhard-Mercator-Universität Gesamthochschule Duisburg Germanistik, Psychologie und Computerlinguistik und schloss 1995 mit dem Magister Artium ab. Seit 2001 arbeitet sie als Autorin.
Huth lebt in Dorsten im Ruhrgebiet. Sie referiert und schreibt insbesondere Sach- und Fachbücher zur Persönlichkeitsentwicklung, aber auch Fachartikel für Print- und Onlinemedien, sowie Kurzgeschichten und Gedichte und war mehrfach als Herausgeberin tätig. Sie ist Mitglied im Verband deutscher Schriftsteller (VS ver.di).

## Auszeichnungen
- Stipendium Künstlerwohnung Soltau.[4]

## Werke

### Sachbücher
- Einfach Liebe – doppelt Glück. Gondrom Verlag 2008, ISBN 978-3-8112-3102-3.
- Lass los und werde glücklich. Südwest Verlag 2009, ISBN 978-3-517-08570-8.
- Lass los und werde glücklich: 52 Impulse für ein freies und unbelastetes Leben. Südwest Verlag 2013, ISBN 978-3-517-08951-5.
- Selbstheilung. Wie Sie das innere Tief überwinden, Resilienz aktivieren und das Lebensgefühl verbessern. amondis Verlag 2014, ISBN 978-3-943036-01-5.
- 30 Minuten Achtsamkeit. GABAL-Verlag 2016, ISBN 978-3-86936-708-8.
- Lebensfreude. Belastendes loslassen und der Seele neue Kraft geben. Mit CD. Junfermann-Verlag 2016, ISBN 978-3-95571-494-9.
- Liebe jeden Moment. Kreative Impulse für spielerisch leichte Veränderung. Edition Forsbach. ISBN 978-3-95904-022-8.

### Herausgeberin
- Ehrlichkeit im Management: Wege zu einer sinnvollen und effizienten Arbeitswelt. VDM Verlag 2007, ISBN 978-3-936755-21-3.
- Mörderischer Fußball. Romantruhe Verlag 2007, ISBN 978-3-937435-84-8.

### Hörbücher (Auswahl)
- Sinnlichkeit. Drei geführte Meditationen für mehr liebevoll-erotische Sinnlichkeit. Neptun24 2009, ISBN 978-3-89321-419-8.
- Sonnenstrahlgeschichten. Wohlfühlgeschichten für kleine Abenteurer. Hypnos Verlag 2009, ISBN 978-3-933569-43-1.

### Beiträge in Anthologien (Auswahl)
- Das Geheimnis der roten Seerosen. Kurzgeschichte in: Treffpunkt Seerosenteich. Herausg. Gudula Heugel. Make a book Verlag 2006, ISBN 978-3-939119-50-0.
- Schwestern. Kurzgeschichte in: Wolfszauber. Herausg. Janine Hoellger und Olga A. Krouk. Website Verlag 2007, ISBN 978-3-940445-07-0.
- Schlagwirkungen. Kurzgeschichte in: Million Dollar Mama. Herausg. Franziska Kelly. Romantruhe Verlag 2007, ISBN 978-3-940812-09-4.
- Die Stille in mir. Gedichte und Aphorismen in: Gelsenkirchener Anthologie. Herausg. Jenny Canales. Höchlerbach 2015, ISBN 978-3-9816167-6-7.